# Любовь Яровая (фильм, 1970)
«Любо́вь Ярова́я» — художественный широкоформатный фильм 1970 года по одноимённой пьесе Константина Тренёва.

## Краткое содержание
Годы Гражданской войны. Учительница Любовь Яровая, помогающая подпольному революционному комитету, неожиданно встречает своего мужа, считавшегося погибшим во время Первой мировой войны поручика Михаила Ярового. Муж работает в местном ревкоме и ведёт себя как и прочие товарищи: гадит у хозяев своей квартиры, убивает кур и пишет их кровью революционные лозунги на стенах.
Вскоре власть в городке меняется, и оказывается, что половина штаба красных — внедрённые агенты белых, в том числе и Яровой. Муж и жена Яровые оказываются по разные стороны баррикад: она — красная подпольщица, он — офицер контрразведки. Поручик Яровой дважды спасает жену от смерти, пользуясь служебным положением. Любовь Яровая, по своей глупости, выдаёт мужу место встречи подпольщиков, которых арестовывает контрразведка. Когда Красная Армия отбивает город, женщины, жёны и матери заключённых, во главе с Любовью Яровой, срывают попытку контрразведки «ликвидировать» узников тюрьмы и задерживают поручика Ярового. Любовь Яровая ранена. «Я всегда знал, что вы наш верный товарищ», говорит ей председатель ревкома. «Нет, я только с сегодняшнего дня стала вашим верным товарищем», отвечает она.

## В ролях
- Людмила Чурсина — Любовь Яровая
- Василий Лановой — Михаил Яровой
- Василий Шукшин — Роман Кошкин, комиссар подпольного ревкома
- Кирилл Лавров — Фёдор Швандя
- Руфина Нифонтова — Павла Петровна Панова
- Анатолий Папанов — профессор Максим Иванович Горностаев
- Нина Алисова — Наталья Ивановна Горностаева, жена профессора
- Владимир Кенигсон — Малинин, полковник белой армии
- Алексей Грибов — Кутов, полковник белой армии
- Инна Макарова — Дунька
- Игорь Дмитриев — Елисатов
- Михаил Ладыгин — Пикалов
- Надежда Федосова — Марья, мать Семёна
- Алексей Кожевников — Колосов
- Борис Новиков — Константин Грозной
- Виталий Матвеев — Семён, белый солдат
- Виктор Чайников — Чир
- Пётр Шелохонов — Мазухин, замком Романа Кошкина
- Александр Анисимов — Антон, 2-й конвоир Шванди
- Олег Белов — Хром

## Съёмочная группа
- Режиссёр: Владимир Фетин
- Операторы: Юрий Векслер, Евгений Шапиро
- Сценарист: Арнольд Витоль
- Художник: Игорь Вускович
- Композитор: Василий Соловьёв-Седой
- Звукооператор: Григорий Эльберт